# أسطورة سياسية
الأسطورة السياسية (بالإنجليزية: Political myth)، هي سردية أيديولوجية تؤمن بها المجموعات الاجتماعية.
في عام 1975، عرّفها هنري تيودور في كتابه «الأسطورة السياسية». وقال إن الأساطير يعتقد أنها حقيقية حتى وإن كانت خاطئة، وأنها عبارة عن أجهزة بتراكيب دراماتيكية تستخدم «من أجل السيطرة على الواقع». تتعامل الأساطير السياسية ببساطة مع الموضوعات السياسية وتستخدم دائما مجموعة من الناس كبطل روائي. في عام 2001، وصف كريستوفر جي. فلود تعريفًا عمليًا لأسطورة سياسية على أنها «سردية مختومة إيديولوجيًا بغرض خلق سردية متماسكة لتفسير مجموعة من الأحداث السياسية الماضية، أو الحالية، أو المتوقعة، والتي يتم قبولها باعتبارها حقيقية في جوهرها من قبل مجموعة اجتماعية».
من أشهر الأمثلة على الأساطير السياسية القدر المتجلي، صراع الحضارات والأساطير القومية.
في عام 1946 سرد إرنست كاسيرر النظرية السياسية في كتابه أسطورة الدولة.
في عام 1973، T.L. كتب توماس لاندون ثورسون في الطبعة الرابعة من كتابه "تاريخ النظرية السياسية": "إن القدرة على خلق الأسطورة للتأثير على الآخرين هي سمه من سمات العقل الحديث (كما فعل أفلاطون في "الجمهورية" على سبيل المثال).

## آلية عمل الأسطورة السياسية
وفقا لتيودور، فإن ما يطبع الأسطورة بطابع سياسي،:17 هو كون موضوعها سياسي. من أجل إعادة صياغة السردية السياسية كأسطورة، يجب أن يتم سرد الأحداث بشكل دراماتيكي مثير ويجب أن يخدم حجة عملية.:16
يعرّف تيودور الشكل الدرامي، مشيراً إلى أن «هناك حدثاً حاسماً، يستطيع الناس بالرجوع إليه تنظيم تجربتهم الحالية لكن الأحداث المذكورة يُعتقد أنها حدثت في الماضي».:16 يمكن فهم آلية عمل الأسطورة السياسية بشكل أفضل عندما يتم تقسيمها إلى المكونات التالية: (1) أسطورة توفر الحجة النظرية، التي يتم دمجها في (2) عقيدة أيديولوجية تدعم الأسطورة من خلال تقديم حجة عملية.:127
كل أسطورة لها بطلها الذي يمثل مجتمعًا معينًا يهدف إلى خلق عالم متماسك أخلاقياً موجهاً أنشطة المجتمع نحو هذه الغاية.:138 يمكن أن تتنوع الأساطير السردية في الخطاب السياسي من قصص الأصل (الأساطير المؤسسة) التي تعيد تخليق المجتمع، لإسناد وجود سياسي إلى مجتمع لا وجود له إلا في المستقبل (غالباً رؤية يوتوبية)، لاستعادة مجتمع سياسي منفي من الوجود.
اختصاراً، توفر الأساطير السياسية «رواية للماضي والمستقبل التي يمكن في ضوءها فهم الحاضر.» :139 يعتمد نجاح الأسطورة السياسية على الحجة العملية المقبولة كحقيقة.:138

## أمثلة
من الأمثلة المذكورة على الأساطير السياسية الرسالة القدرية وصراع الحضارات  والأسطورة الوطنية.

## كتابات أخرى
- Cassirer، Ernst (1946). The Myth of the State.